# Weymouth Bay
Weymouth Bay är en vik i Storbritannien.   Den ligger i riksdelen England, i den södra delen av landet, 190 km sydväst om huvudstaden London.